# Алекс Кордац
Алекс Кордац (італ. Alex Cordaz; нар. 1 січня 1983, Вітторіо-Венето) — італійський футболіст, воротар клубу «Інтернаціонале».

## Ігрова кар'єра
Народився 1 січня 1983 року в місті Вітторіо-Венето. Вихованець юнацьких команд футбольних клубів «Конельяно», «Реджяна», з яких потрапив до академії «Інтернаціонале». У складі молодіжної команди міланців у 2002 році Алекс Кордац виграв Турнір Віареджо та Молодіжний чемпіонат Італії, після чого на сезон 2002/03 він був відданий в оренду в «Спецію» з Серії C1, де був дублером Уго Рубіні і зіграв лише у 4 іграх в усіх турнірах.
Влітку 2003 року Кордац повернувся до «нерадзуррі», де теж став запасним воротарем. 4 лютого 2004 року Кордац провів свій перший і єдиний матч за «Інтер», вийшовши на поле у середині другого тайму першого півфінального матчу Кубка Італії проти «Ювентуса» (2:2) на «Делле Альпі» замість Альваро Рекоби через вилучення основного воротаря Франческо Тольдо і пропустив один гол від Марко Ді Вайо, який встановив остаточний рахунок. Надалі Кордац знову грав на правах оренди за клуби Серії С1 «Спеція», «Ачиреале» та «Піццигеттоне».
31 січня 2007 року, в останній день трансферного вікна, Кордац перейшов у «Тревізо» з Серії Б, де виступав до банкрутства клубу влітку 2009 року, втім знову здебільшого був лише запасним воротарем. Після цього Алекс на правах вільного агента перейшов до клубу другого швейцарського дивізіону «Лугано», де був основним голкіпером, а команда двічі була близькою до виходу в Суперлігу.
У 2011 році він повернувся до Італії, підписавши контракт з клубом Серії B «Читтаделла», де він провів наступні два роки у статусі основного воротаря.
У червні 2013 року Кордац у статусі вільного агенту перейшов до «Парми», яка його відразу із групою інших гравців відправила в оренду до партнерського клубу «Гориця», в якій він зіграв 35 матчів у чемпіонаті та виграв Кубок Словенії, зігравши втому числі і у фінальній грі проти «Марибора» (2:0). Повернувшись до «Парми», Кордац став лише третім воротарем команди після Антоніо Міранте та Алессандро Якобуччі, тому за першу команду так жодної гри і не зіграв, тим не менш в гостьовій грі Серії А проти «Торіно» був вилучений з лави запасних.
На початку 2015 року на правах оренди перейшов у «Кротоне», де відразу став основним воротарем і допоміг команді врятуватись від вильоту з Серії В. Після того як «Парма» була визнана банкрутом, 8 липня 2015 року Кордац підписав повноцінний контракт з «Кротоне». У сезоні 2015/16 Кордац відіграв всі 42 гри чемпіонату без замін, а команда посіла 2 місце і добилась історичного виходу в Серію А.
21 серпня 2016 року, у віці 33 років, Кордац дебютував у Серії А в матчі проти «Болоньї» (0:1). Зігравши у 36 із 38 матчів чемпіонату (пропустивши один через травму, а другий — через дискваліфікацію), від допоміг своїй команді зберегти прописку в еліті, зокрема завдяки домашній перемозі над Лаціо (3:1) в останньому турі. Основним Кордац залишався і в наступному році, але цього разу врятуватись від вильоту в Серію B не вдалося. Ц другому дивізіоні Алекс продовжив залишатись одним із лідерів і 2020 року допоміг «Кротоне» повернутись до еліти. 7 березня 2021 року Кордац провів сотий матч в Серії А, але за підсумками того сезону клуб посів 19 місце і знову вилетів з еліти.
25 червня 2021 року Кордац повернувся в рідне «Інтернаціонале», з яким підписав річний контракт, де став третім воротарем після Саміра Хандановича та Йонуца Ради.

## Статистика виступів

### Статистика клубних виступів
| Сезон                      | Команда                    | Чемпіонат                  | Чемпіонат | Чемпіонат | Національний кубок | Національний кубок | Національний кубок | Континентальні кубки | Континентальні кубки | Континентальні кубки | Інші змагання | Інші змагання | Інші змагання | Усього | Усього |
| Сезон                      | Команда                    | Ліга                       | Ігор      | Голів     | Ліга               | Ігор               | Голів              | Ліга                 | Ігор                 | Голів                | Ліга          | Ігор          | Голів         | Ігор   | Голів  |
| -------------------------- | -------------------------- | -------------------------- | --------- | --------- | ------------------ | ------------------ | ------------------ | -------------------- | -------------------- | -------------------- | ------------- | ------------- | ------------- | ------ | ------ |
| 2002–03                    | «Спеція»                   | C1 (ІІІ)                   | 1         | -1        | КІ+КІ-C            | 1+2                | 0 + -1             | -                    | -                    | -                    | -             | -             | -             | 4      | -2     |
| 2003–04                    | «Інтернаціонале»           | A                          | 0         | 0         | КІ                 | 1                  | -1                 | ЛЧ+КУЄФА             | 0+0                  | 0                    | -             | -             | -             | 1      | -1     |
| 2004-січ. 2005             | «Інтернаціонале»           | A                          | 0         | 0         | КІ                 | 0                  | 0                  | ЛЧ                   | 0                    | 0                    | -             | -             | -             | 0      | 0      |
| січ.-черв. 2005            | «Спеція»                   | C1 (ІІІ)                   | 5         | -6        | КІ-C               | 1                  | 0                  | -                    | -                    | -                    | -             | -             | -             | 6      | -6     |
| Усього за «Спецію»         | Усього за «Спецію»         | Усього за «Спецію»         | 6         | -7        |                    | 4                  | -1                 |                      | -                    | -                    |               | -             | -             | 10     | -8     |
| 2005–06                    | «Ачиреале»                 | C1 (ІІІ)                   | 30        | -28       | КІ+КІ-C            | 0+0                | 0                  | -                    | -                    | -                    | -             | -             | -             | 30     | -28    |
| 2006-січ. 2007             | «Піццигеттоне»             | C1 (ІІІ)                   | 18        | -25       | КІ-C               | 0                  | 0                  | -                    | -                    | -                    | -             | -             | -             | 18     | -25    |
| січ.-черв. 2007            | «Тревізо»                  | B (ІІ)                     | 2         | -2        | КІ                 | 0                  | 0                  | -                    | -                    | -                    | -             | -             | -             | 2      | -2     |
| 2007–08                    | «Тревізо»                  | B (ІІ)                     | 2         | -2        | КІ                 | 0                  | 0                  | -                    | -                    | -                    | -             | -             | -             | 2      | -2     |
| 2008–09                    | «Тревізо»                  | B (ІІ)                     | 15        | -27       | КІ                 | 1                  | -2                 | -                    | -                    | -                    | -             | -             | -             | 16     | -29    |
| Усього за «Тревізо»        | Усього за «Тревізо»        | Усього за «Тревізо»        | 19        | -31       |                    | 1                  | -2                 |                      | -                    | -                    |               | -             | -             | 20     | -33    |
| 2009–10                    | «Лугано»                   | ЧЛ (ІІ)                    | 27+2      | -26 + -2  | КШ                 | 0                  | 0                  | -                    | -                    | -                    | -             | -             | -             | 29     | -28    |
| 2010–11                    | «Лугано»                   | ЧЛ (ІІ)                    | 29        | -32       | КШ                 | 2                  | -3                 | -                    | -                    | -                    | -             | -             | -             | 31     | -35    |
| Усього за «Лугано»         | Усього за «Лугано»         | Усього за «Лугано»         | 56+2      | -58 + -2  |                    | 2                  | -3                 |                      | -                    | -                    |               | -             | -             | 60     | -63    |
| 2011–12                    | «Читтаделла»               | B (ІІ)                     | 40        | -60       | КІ                 | 2                  | -4                 | -                    | -                    | -                    | -             | -             | -             | 42     | -64    |
| 2012–13                    | «Читтаделла»               | B (ІІ)                     | 40        | -54       | КІ                 | 2                  | 0                  | -                    | -                    | -                    | -             | -             | -             | 42     | -54    |
| Усього за «Читтаделлу»     | Усього за «Читтаделлу»     | Усього за «Читтаделлу»     | 80        | -114      |                    | 4                  | -4                 |                      | -                    | -                    |               | -             | -             | 84     | -118   |
| 2013–14                    | «Гориця»                   | 1Л                         | 35        | -32       | КС                 | 3                  | -1                 | -                    | -                    | -                    | -             | -             | -             | 38     | -33    |
| 2014-січ. 2015             | «Парма»                    | A                          | 0         | 0         | КІ                 | 0                  | 0                  | -                    | -                    | -                    | -             | -             | -             | 0      | 0      |
| січ.-черв. 2015            | «Кротоне»                  | B (ІІ)                     | 19        | -18       | КІ                 | 0                  | 0                  | -                    | -                    | -                    | -             | -             | -             | 19     | -18    |
| 2015–16                    | «Кротоне»                  | B (ІІ)                     | 42        | -36       | КІ                 | 3                  | -3                 | -                    | -                    | -                    | -             | -             | -             | 45     | -39    |
| 2016–17                    | «Кротоне»                  | A                          | 36        | -54       | КІ                 | 1                  | -2                 | -                    | -                    | -                    | -             | -             | -             | 37     | -56    |
| 2017–18                    | «Кротоне»                  | A                          | 38        | -66       | КІ                 | 1                  | -1                 | -                    | -                    | -                    | -             | -             | -             | 39     | -67    |
| 2018–19                    | «Кротоне»                  | B (ІІ)                     | 32        | -33       | КІ                 | 2                  | -3                 | -                    | -                    | -                    | -             | -             | -             | 34     | -36    |
| 2019–20                    | «Кротоне»                  | B (ІІ)                     | 36        | -38       | КІ                 | 2                  | -6                 | -                    | -                    | -                    | -             | -             | -             | 38     | -44    |
| 2020–21                    | «Кротоне»                  | A                          | 36        | -91       | КІ                 | 0                  | 0                  | -                    | -                    | -                    | -             | -             | -             | 36     | -91    |
| Усього за «Кротоне»        | Усього за «Кротоне»        | Усього за «Кротоне»        | 239       | -336      |                    | 9                  | -15                |                      | -                    | -                    |               | -             | -             | 248    | -351   |
| 2021–22                    | «Інтернаціонале»           | A                          | 0         | 0         | КІ                 | 0                  | 0                  | ЛЧ                   | 0                    | 0                    | СІ            | 0             | 0             | 0      | 0      |
| Усього за «Інтернаціонале» | Усього за «Інтернаціонале» | Усього за «Інтернаціонале» | 0         | 0         |                    | 1                  | -1                 |                      | 0                    | 0                    |               | 0             | 0             | 1      | -1     |
| Усього за кар'єру          | Усього за кар'єру          | Усього за кар'єру          | 483+2     | -621 + -2 |                    | 24                 | -27                |                      | 0                    | 0                    |               | 0             | 0             | 507    | -650   |

## Титули і досягнення
- Володар Кубка Словенії (1):

«Гориця»: 2013/14
- Володар Кубка Італії (2):

«Інтернаціонале»: 2021–22, 2022–23
- Володар Суперкубка Італії (2):

«Інтернаціонале»: 2021, 2022

## Особисте життя
16 травня 2006 року, під час виступів за «Ачиреале», він потрапив у смертельну автокатастрофу в провінції Сиракуза, врізавшись у вантажівку: у цій аварії загинула його дівчина Мойра Сесто, яка подорожувала з ним на автомобілі. В результаті розслідування у Кордаца було виявлено позитивний результат проб на алкоголь із показниками, що втричі перевищували межу, а автомобіль їхав з перевищенням швидкості, через що у 2013 році Кордац був засуджений до чотирьох років за вбивство. Однак воротар не потрапив до в'язниці, зумівши отримати дозвіл на відбуття покарання через соціальні роботи протягом усього терміну.